# Спокойный, Леонтий Феликсович
Леонтий Феликсович Спокойный (1900 — 11 октября 1936) — советский философ

, профессор; ответственный редактор журнала «Шахматы в СССР».

## Биография
В 1922 году окончил Педагогический институт им. Герцена, преподавал в Коммунистическом университете им. Зиновьева и ЛГУ. С сентября 1930 года — научный сотрудник Ленинградского отделения Комакадемии, специалист по истории философии, диалектическому и историческому материализму.
Редактор журнала «Шахматы в СССР» (1933—1936).
Был арестован 21 августа 1936 года, а 11 октября 1936 года приговорён Военной коллегией Верховного Суда к расстрелу, который был приведён в исполнение в тот же день.
Реабилитирован Военной коллегией Верховного Суда СССР 28 мая 1957 года.

## Научная деятельность
Автор работ о специфике философского знания, о философии Лейбница.

### Избранные труды
- Спокойный Л. Ф. Исторический материализм : (Очерк основных понятий теории). — Л.: Красная газета, 1929. — 53 с. — (Прилож. к журн. «Человек и природа»).
- Спокойный Л. Ф. Диалектический и исторический материализм : Попул. очерк. — [Л.]: Прибой, 1930. — 122 с. — (Популярная библиотека марксизма).
  - . — 2-е изд. — [Л.]: Прибой, 1930. — 122 с.
- Спокойный Л. Ф. Противоречие между художественным методом и мировоззрением // В спорах о методе : Сборник статей о соц. реализме. — [Л.]: Леноблиздат, 1934.
- Спокойный Л. Ф. Философия Лейбница : Науч.-попул. очерк. — Л.; М.: Соцэкгиз, 1935. — 90 с.